# Turmion Kätilöt
Turmion Kätilöt is een industrialmetalband uit Kuopio, Finland. De band werd opgericht in 2003 door MC Raaka Pee en DJ Vastapallo en betekent letterlijk: "Vroedvrouwen des verderfs".

## Geschiedenis
Vlak nadat Turmion Kätilöt opgericht was door MC Raaka Pee en DJ Vastapallo in 2003 kwamen Master Bates (Bass), RunQ (toetsen) en DQ (drums) erbij. Eind 2004 kwam Spellgoth erbij als tweede vocalist van de band. Al snel trok hun combinatie van metal en elektronische muziek de platenmaatschappij Spinefarm Records aan en tekende de band hun eerste platencontract.
Vanaf het begin af aan is de band actief aan het toeren geweest, ze staan bekend om hun energieke en originele liveoptredens. Naar eigen zeggen staat de band bekend om Spellgoths schokkende scènes op het podium, zoals bijvoorbeeld zelf-mutilatie.
Als de band niet aan het toeren is, zijn ze in de studio, wat te zien is aan het aantal albums die ze op korte tijd uitgebracht hebben. In mei 2004 kwam hun eerste album, Hoitovirhe, uit, samen met twee singles, Teurastaja en Verta ja lihaa, die vlak daarvoor uitkwamen. Verta ja lihaa was ook meteen hun eerste muziekvideo. Teurastaja was meteen een hit en bleef meerdere weken in de Finse hitlijsten staan.
Een jaar later bracht Turmion Kätilöt Niuva 20 uit, genoemd naar een gekkenhuis in hun thuisstad. Marco Hietala (Tarot, Nightwish) en Tuple Salmela (Tarot) werkten mee aan dit album in de vorm van de Deep Purple cover Stormbringer. Dit is dan ook meteen hun eerste Engelstalige nummer.
In maart 2006 brachten ze hun derde album, Pirun Nyrkki, uit en in 2008 kondigden ze hun vierde album U.S.C.H! aan. Hierna kregen ze kregen ze ruzie met hun platenmaatschappij, welke als gevolg hiervan beëindigd werd. De band tekende een nieuw platencontract bij Raha Records (opgericht door MC Raaka Pee en DJ Vastapallo) en bracht de nieuwe single en bijbehorende muziekvideo Minä Määrään uit. Later dat jaar, op 11 juni brachten ze eindelijk U.S.C.H! uit, de downloadversie althans (gratis). De cd zelf was pas een jaar later te koop. Op dit album is Spellgoth, die normaal alleen liveshows doet, ook voor het eerst te horen.
In 2009 kondigde de band aan dat DJ Vastapallo de band verlaten zou en niet lang erna werd de nieuwe gitarist benoemd: Bobby Undertaker. In 2011 tekende Turmion Kätilöt een nieuw platencontract bij MC Raaka Pee's eigen platenmaatschappij: Osasto- A Records. Kort hierna brachten ze hun volgende album Perstechnique uit.
In 2012, een jaar later, brachten ze het volgende album Mitä näitä nyt oli uit.

## Leden

### Huidige leden
- Mc Raaka Pee – zang (2003-heden)
- Bobby Undertaker – gitaar (2009-heden)
- DQ – drum (2003-heden)
- Master Bates – basgitaar (2003-heden)
- Saku Solin - zang (2017-heden)

### Ex-leden
- DJ Vastapallo – gitaar (2009–2009)
- Spellgoth - zang (2004-2017)

## Stijl
Turmion Kätilöt heeft een eigen klank: ze mixen veel elektronische geluiden die ze contrasteren tegen ruwe (voornamelijk Finse) vocalen, harde rifjes en een genadeloze bas afkomstig van de drum. Hun teksten worden als cryptisch en moeilijk te interpreteren gezien en hun nummers hebben over het algemeen een duistere atmosfeer boordevol duistere humor.

## Discografie

### Albums
- 2004 - Hoitovirhe
- 2006 - Pirun Nyrkki
- 2008 - U.S.C.H!
- 2011 - Perstechnique
- 2012 - Mitä näitä nyt oli
- 2013 - Technodiktator
- 2017 - Dance Panique
- 2018 - Universal Satan
- 2020 - Global Warning

### Singles
- 2003 - Teurastaja
- 2005 - Verta ja lihaa
- 2006 - Pirun nyrkki
- 2008 - Minä Määrään
- 2010 - Ihmisixsixsix
- 2013 - Jalopiina
- 2013: Pyhä maa
- 2015: Vastanaineet"
- 2015: Hyvissä höyryissä
- 2016: Pimeyden morsian 2016
- 2016: Surutulitus
- 2016: Itämaan tietäjä
- 2017: Dance Panique
- 2017: Hyvää yötä
- 2018: Sikiö
- 2018: Faster Than God
- 2019: Vihreät niityt
- 2020: Sano kun riittää
- 2020: Kyntövuohi

### Muziekvideo's
- Verta ja lihaa
- Minä määrään
- Ihmisixsixsix
- Grand Ball
- Dance panique
- Sikiö